# 欧德
欧德（法語：Audes，法語發音：[od]）是法国阿列省的一个市镇，位于该省西部，属于蒙吕松区。

## 地理
欧德（46°27'28"N, 2°33'29"E）面积28.26 平方千米，位于法国奥弗涅-罗讷-阿尔卑斯大区阿列省，该省份为法国中部省份，北起涅夫勒省、西北接谢尔省，西南至克勒兹省，南至多姆山省，东南临卢瓦尔省，东临索恩-卢瓦尔省。
与欧德接壤的市镇（或旧市镇、城区）包括：拉沙普洛德、沙兹迈、纳西尼、勒尼、沃村。

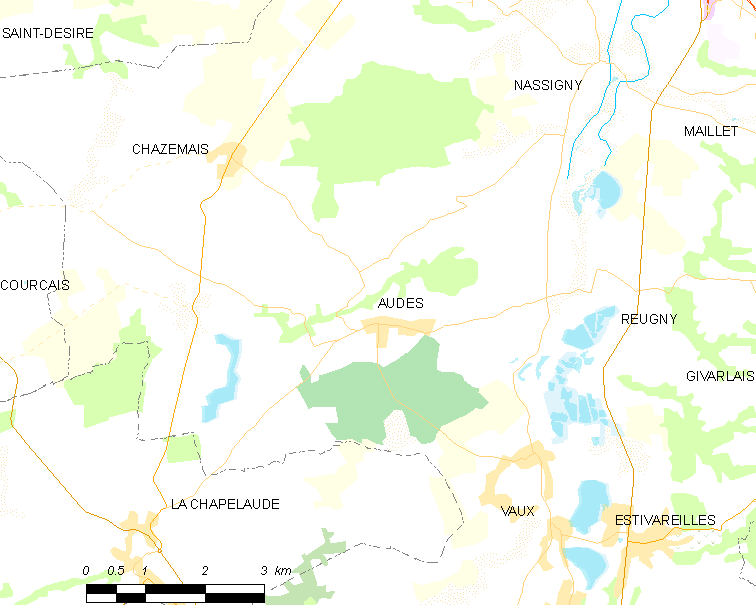
欧德的OSM定位图

欧德的时区为UTC+01:00、UTC+02:00（夏令时）。

## 行政
欧德的邮政编码为03190，INSEE市镇编码为03010。

## 政治
欧德所属的省级选区为于列勒县。

## 人口

1962-2008年间欧德人口变化图示

欧德于2022年1月1日时的人口数量为408人。